# Аделіна Домінґес
Аделіна Єванґеліна Енґарджіола-Домінґес (англ. Adelina Evangelina Engargiola-Domingues; 19 лютого 1888 Брава, Кабо-Верде — 21 серпня 2002, Спрінг-Веллі, Сан-Дієго, Каліфорнія, США) — африкано-американська супердовгожителька, вік якої було підтверджено Групою геронтологічних досліджень (GRG). Із 28 травня 2002 року, після смерті американки Ґрейс Кловсон, до моменту своєї смерті була найстарішою нині живою людиною у світі. Померла у віці 114 років, 183 дня.

## Життєпис
Аделіна Єванґеліна Енґарджіола народилася 19 лютого 1888 року на острові Брава, Кабо-Верде, на той час Португальської колонії, у бідній родині Франциска та Матильди Енґарджіола. Її батько був італійським пілотом за професією, а мати португалкою за національністю.
У 1907 році Ангеліна одружилася з капітаном корабля Жозе Мануеле  Домінґесом і переїхала у США. Пара оселилася у штаті Массачусетс. У них було четверо дітей. У 1950 році чоловік помер від раку. Домінґес була місіонеркою у Кабо-Верде та інших частинах Африки, а також релігійною проповідницею, коли жила в Массачусетсі, а ще досвідченою швачкою.
Домінґес твердо вірила в американську мрію, була глибоко релігійною, мала консервативні політичні погляди і підтримувала президента США Рональда Рейгана. Їла боби та овочі кожен день, а також не палила і не пила. Вона також відмовлялася приймати ліки. З її чотирьох дітей тільки син Френк досяг повноліття.
У 1996 році Домінґес переїхала в будинок для людей похилого віку у Спрінг-Веллі, Сан-Дієго, Каліфорнія. Її син Френк помер у 1998 році у віці 71 року. Вона пережила його на чотири роки. Домінґес померла в будинку для літніх людей Спрінг-Веллі, Сан-Дієго, Каліфорнія 21 серпня 2002 року, у віці 114 років і 183 днів.
Домінґес стверджувала, що їй фактично було 115 років, але її родина і дипломати з Кабо-Верде провели дослідження і виявили інформацію про її хрещення, ґрунтуючись на якій, зробили висновок, що їй було 114 років на момент її смерті.

## Рекорди довголіття
- На момент своєї смерті Ангеліна Домінґес була найстарішою повністю верифікованою людиною, яка коли-небудь народилася на африканському континенті.
- На момент своєї смерті Домінґес була найстарішою повністю верифікованою людиною, яка коли-небудь жила в португаломовних країнах. Рекорд пізніше був побитий в 2005 році.
- Аделіна Домінґес була найстарішою нині живою людиною на планеті з 28 травня по 21 серпня 2002 року.